# Alex Bogdan
Alex Bogdan (n. 24 ianuarie 1986, Târgu Ocna, România) este un actor român de film si teatru.

## Biografie
S-a nascut pe 24 ianuarie 1986 în Târgu Ocna, România.  A absolvit Universitatea Hyperion, Facultatea de Arte, Teatru și Film în 2008. În 2017 a jucat rolul principal în filmul Ana, mon amour. A avut alte roluri notabile în 5GANG: Un altfel de Crăciun (2019) și Îmi este indiferent dacă în istorie vom intra ca barbari (2018). Joacă pe scena Teatrului Mic din București.

## Filmografie
- Schimb valutar, regia Nicolae Mărgineanu (2008)
- Mondenii, serial TV (2009-2014)
- Inimi cicatrizate, regia Radu Jude (2016)
- Selfie 69, regia Cristina Jacob (2016)
- De ce pe mine?, regia Dan Chișu, scurtmetraj (2016)
- Ana, mon amour, regia Călin Peter Netzer (2017)
- Octav, regia Serge Ioan Celebidachi (2017)
- Băieți de oraș, serial TV (2019)
- Îmi este indiferent dacă în istorie vom intra ca barbari, regia Radu Jude (2018)
- Un băiat normal, regia George Dogaru, scurtmetraj (2019)
- 5GANG: Un altfel de Crăciun, regia Matei Dima (2019)
- Mangalița, serial TV, (2019-2020)
- Nouă povești de dragoste și ură în izolare, regia Dan Chișu (2020)
- Babardeală cu bucluc sau porno balamuc, regia Radu Jude (2021)
- Întregalde, regia Radu Muntean (2021)
- Vlad, serial TV (2021)
- Love Sorry, regia Iura Luncașu (2022)
- Haita de acțiune, regia Vali Dobrogeanu (2023)
- Boss, regia Bogdan Mirică (2023)
- Libertate, regia Tudor Giurgiu (2023)
- Tati part-time, regia Letiția Roșculeț (2023)